# Гопло
Гопло (пол. Gopło) — озеро в центральной Польше возле города Гнезно. Озеро расположено в Гоплевском ландшафтном парке (пол. Park Krajobrazowy Nadgoplański Park Tysiąclecia).
Площадь поверхности озера — от 21,2 до 21,5 км².
Лежит на высоте 76,8-77,2 м над уровнем моря. Средняя глубина — 3,6 м, максимальная — 16,6 м. Размеры озера — 25 на 2,5 км. Длина береговой линии — 87,3 км.
В средневековье на этой территории жило племя гопляне. В северной части озера стоит город Крушвица.
Озеро Гопло, как и ландшафтный парк, являются туристической достопримечательностью региона. Недалеко расположены руины бывшего королевского замка Крушвица, построенного в середине четырнадцатого века. На сегодняшний день сохранилась только Мышиная башня (пол. Mysia Wieża), а сам замок неоднократно разрушался и сегодня находится в руинах. Название Мышиная башня происходит из легенды о князе Попеле, который скрылся в башне от восставшего населения Крушвицы и был там съеден мышами.